# Gerritjan Eggenkamp
Gerritjan Eggenkamp est un rameur néerlandais né le 14 novembre 1975 à Leyde (Pays-Bas). 

## Biographie
Lors des Jeux olympiques d'été de 2004 à Athènes, Gerritjan Eggenkamp participe à l'épreuve de huit avec Michiel Bartman, Gijs Vermeulen, Jan-Willem Gabriëls, Daniël Mensch, Geert-Jan Derksen, Matthijs Vellenga, Chun Wei Cheung et Diederik Simon et remporte la médaille d'argent. Il a aussi participé à la même épreuve aux Jeux olympiques de 2000 à Sydney, se classant huitième.

## Palmarès
- Jeux olympiques d'été de 2004 à Athènes
  -  Médaille d'argent en huit